# Brede waterpest
Brede waterpest (Elodea canadensis) is een waterplant uit de waterkaardefamilie (Hydrocharitaceae). De plant zit op de bloemen na geheel ondergedoken. Er zijn in Nederland enkel vrouwelijke planten, waardoor de voortplanting hier in het wild uitsluitend ongeslachtelijk geschiedt.

## Determinatie
Brede waterpest is een meerjarige, kruidachtige plant. De bladeren zijn donkergroen, langwerpig en laten licht door. Meestal vormen zich kransen van drie bladeren. De plant bloeit van mei tot september met bloemen die door een slanke steel boven water gehouden worden. De bloem is wit of enigszins roodachtig en heeft een doorsnede van circa 5 mm. Er zijn vijf kroonblaadjes. De vrucht is een ovale doosvrucht, die onder water rijpt. De gladde zaden zijn spoelvormig, bijna cilindrisch.

### Gelijkende taxa
Brede waterpest lijkt op smalle waterpest. Smalle waterpest heeft echter smallere bladeren die teruggekromd zijn en waarvan het bladoppervlak min of meer gevouwen is.

## Ecologie
Brede waterpest is een waterplant die voorkomt in zoet, helder, mesotroof tot eutroof water met een circumneutrale tot hoge pH. Het gaat om ondiepe waterpartijen in de volle zon.

## Verspreiding
Het natuurlijke verspreidingsgebied van brede waterpest strekt zich uit over grote delen van Noord-Amerika. De soort is in de tweede helft van de 19e eeuw in Nederland terechtgekomen en heeft zich sindsdien in een snel tempo verspreid. Vandaar de naam 'waterpest'.

## Fotogalerij

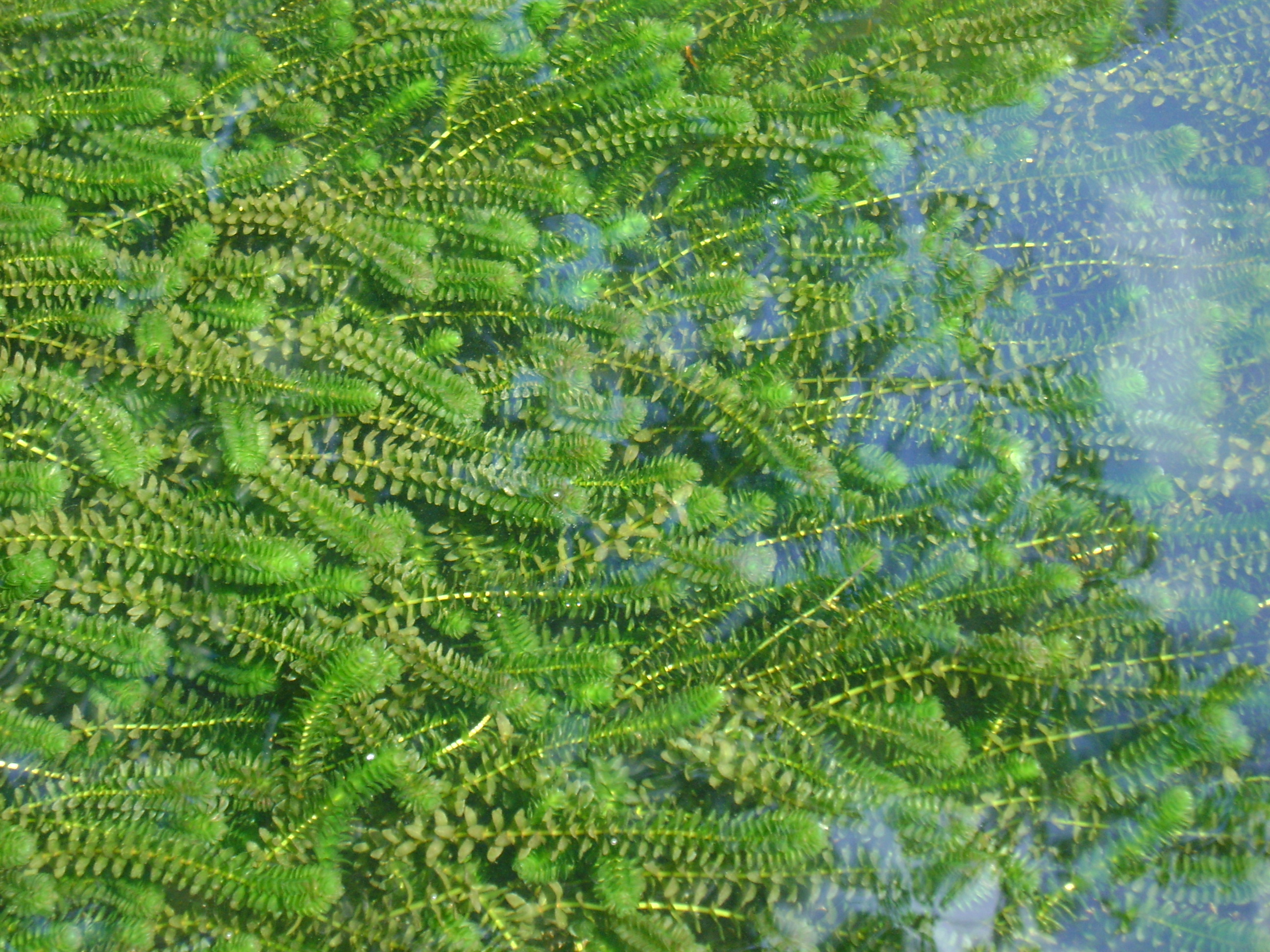
Habitus
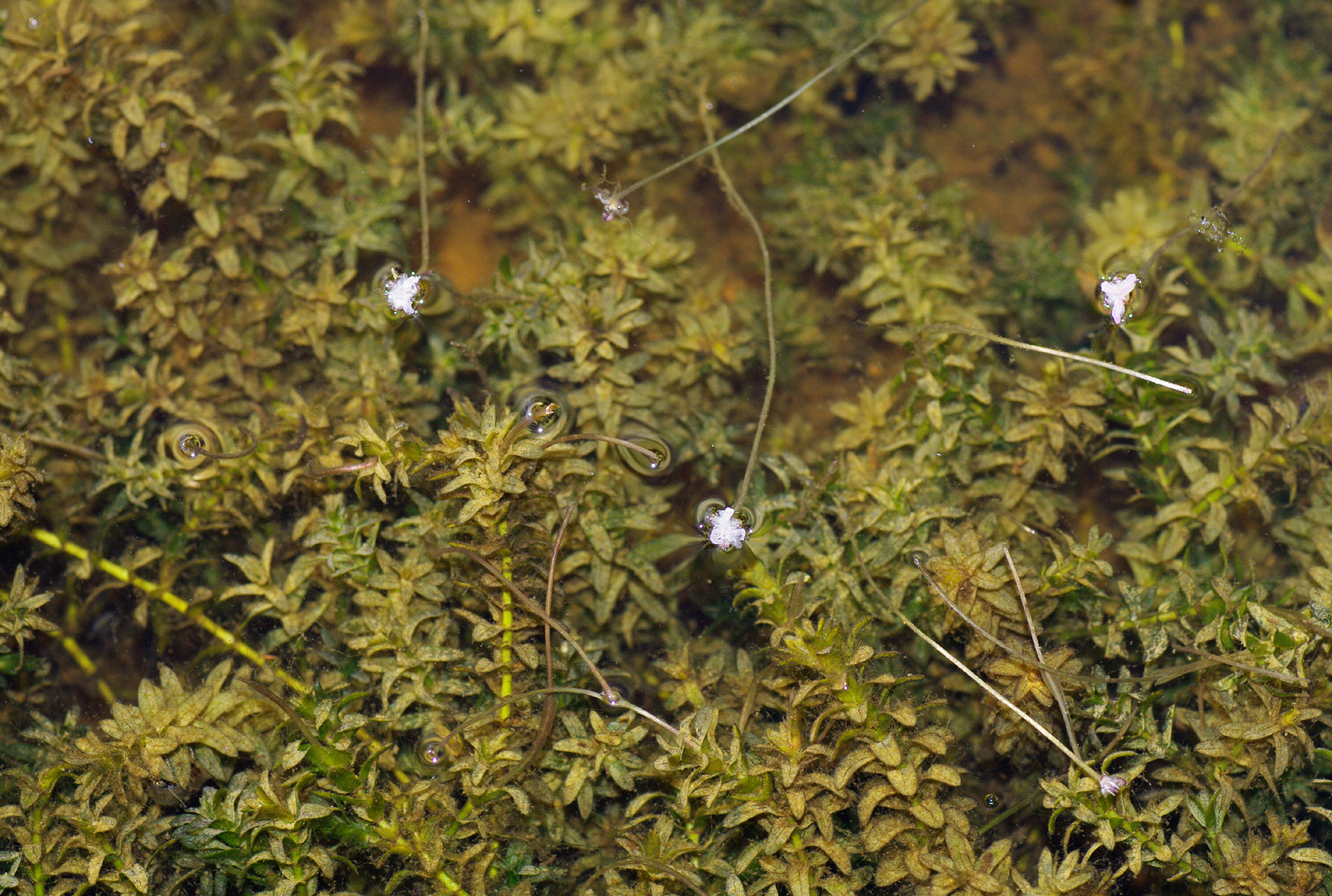
Bloeiende planten